# Zvečka
Zvečka (cyr. Звечка) – wieś w Serbii, w mieście Belgrad, w gminie miejskiej Obrenovac. W 2011 roku liczyła 6350 mieszkańców.